# 萨哈普尔
萨哈普尔（Sahapur），是印度西孟加拉邦Haora县的一个城镇。总人口7533（2001年）。

## 人口
该地2001年总人口7533人，其中男性3876人，女性3657人；0—6岁人口1061人，其中男538人，女523人；识字率65.84%，其中男性为71.67%，女性为59.67%。